# Arytainilla spartiicola
Arytainilla spartiicola är en insektsart som först beskrevs av Sulc 1907.  Arytainilla spartiicola ingår i släktet Arytainilla och familjen rundbladloppor. Inga underarter finns listade i Catalogue of Life.